# Кейбаловка

Кейбаловка (укр. Кейбалівка) — село,
Сасиновский сельский совет,
Пирятинский район,
Полтавская область,
Украина.
Код КОАТУУ — 5323884902. Население по переписи 2001 года составляло 359 человек.

## Географическое положение
Село Кейбаловка находится на правом берегу реки Удай,
выше по течению на расстоянии в 1 км расположено село Леляки,
ниже по течению на расстоянии в 3 км расположено село Калинов Мост,
на противоположном берегу — село Каплинцы.
Река в этом месте извилистая, образует лиманы, старицы и заболоченные озёра.
Рядом проходит автомобильная дорога Т-2501.

## История
- Село указано на карте частей Киевского, Черниговского и других наместничеств 1787 года [2]
- Стефановская церковь известна не позже 1758 года[3]

## Экономика
- ЧП «Хлебодар».

## Объекты социальной сферы
- Школа.

## Известные люди
- Иван Митрофанович Луценко (1863—1919) — украинский врач-гомеопат, политический и военный деятель.

## Достопримечательности
- В селе находится братская могила. Среди похороненных — поэт Владимир Аврущенко.